# Jack Conley
Pour les articles homonymes, voir Conley.
Jack Conley, né le 3 juin 1958 à La Jolla (Californie), est un acteur américain.

## Filmographie

### Cinéma

#### Court métrage
- 1998 : Drought
- 2006 : Available Men : Bartender
- 2009 : The System : Grymes
- 2010 : Giggles (vidéo) : Doctor
- 2010 : The Other Way : Jake
- 2011 : In the Eyes : Jack

#### Long métrage
- 1980 : La Porte du paradis (Heaven's Gate) de Michael Cimino : Morrison
- 1992 : Hit the Dutchman de Menahem Golan : Thomas Dewey
- 1993 : Mad Dog Coll de Greydon Clark et Ken Stein : Owen Madden
- 1995 : Apollo 13 de Ron Howard : reporter de science
- 1995 : Get Shorty de Barry Sonnenfeld : Agent Dunbar
- 1995 : Baja (vidéo) de Kurt Voss : Duke
- 1996 : L'Héritage de la haine (The Chamber) de James Foley : garde blanc
- 1996 : Hit Me de Steven Shainberg : garde du corps de M. Ish
- 1996 : Edie & Pen de Matthew Irmas : Pianiste
- 1997 : L.A. Confidential de Curtis Hanson : Vice Capitaine
- 1998 : Brown's Requiem de Jason Freeland : Ralston
- 1998 : Code Mercury (Mercury Rising) de Harold Becker : Inspecteur Nichols
- 1998 : Judas Kiss de Sebastian Gutierrez : Inspecteur Matty Grimes
- 1999 : Payback de Brian Helgeland : Inspecteur Leary
- 2000 : A Better Way to Die de Scott Wiper : Fletcher
- 2000 : The Cell de Tarsem Singh : Agent Brock
- 2000 : Dancing at the Blue Iguana de Michael Radford : Officier Pete Foster
- 2000 : Traffic de Steven Soderbergh : Agent Hughes
- 2001 : The Confidence Man de Tripp Reed : Stevie Grimes
- 2001 : Out of the Black de Karl Kozak : Shérif Masterson
- 2002 : Dommage collatéral (Collateral Damage) d'Andrew Davis : Spécialiste légale
- 2003 : A House on a Hill de Chuck Workman : Richard Banks
- 2003 : Les Maîtres du jeu (Shade) de Damian Nieman : Buckley
- 2004 : Criminal de Gregory Jacobs : Henry, l'homme en colère
- 2005 : The Unknown de Karl Kozak : Shérif Drake Kassel
- 2005 : Braqueurs amateurs (Fun with Dick and Jane) de Dean Parisot : agent du service de l'immigration et de la naturalisation
- 2006 : The Alibi de Matt Checkowski et Kurt Mattila : Officier Holbrook
- 2007 : The Gray Man de Scott L. Flynn : Inspecteur Will King
- 2007 : Half Past Dead 2 (vidéo) d'Art Camacho : Warden Edward Wallace
- 2008 : Le Fantôme de mon ex-fiancée (Over Her Dead Body) de Jeff Lowell : Chauffeur de taxi
- 2008 : Harold et Kumar s'évadent de Guantanamo (Harold and Kumar Escape from Guantanamo Bay) de Jon Hurwitz et Hayden Schlossberg : adjoint Frye
- 2009 : Mission-G (G-Force) de Hoyt Yeatman : Agent Trigstad
- 2009 : Droit de passage (Crossing over) de Wayne Kramer : agent de l'OIG Poulson
- 2009 : Fast and Furious 4 de Justin Lin : Penning
- 2009 : L'Art de la guerre 3 : Le Châtiment (vidéo) de Gerry Lively : Gaines
- 2011 : Guido de Colin Campbell
- 2011 : The Reunion de Michael Pavone : Nealon
- 2012 : From The Head de George Griffith : Vincent
- 2013 : Gangster Squad de Ruben Fleischer : Shérif Biscailuz
- 2014 : Out West de Lee Brownstein : agent du DRAB
- 2014 : American Nightmare 2 (The Purge: Anarchy) de James DeMonaco : Big Daddy
- 2017 : Bienvenue à Suburbicon (Suburbicon) de George Clooney : Hightower

### Télévision

#### Téléfilm
- 1995 : OP Center de Lewis Teague : Commandant Harper
- 1996 : Apollo 11 de Norberto Barba : Deke Slayton
- 2002 : Johnson County War de David S. Cass Sr. : Jesse Jacklin
- 2003 : Monster Makers de David S. Cass Sr. : Inspecteur Smiley
- 2003 : L'Ours et l'enfant : Danger dans les montagnes (Gentle Ben 2: Danger on the Mountain) de David S. Cass Sr. : Cal Stryker
- 2005 : McBride: Tune in for Murder de Stephen Bridgewater : Paul Belsen
- 2005 : Detective de David S. Cass Sr. : Knowles
- 2008 : Un été pour grandir (Generation Gap) de Bill L. Norton : Johnny
- 2009 : La Tempête du siècle, partie 2 (The Storm) de Bradford May : Lieutenant Crandall
- 2012 : Un goût de romance (A Taste of Romance) de Lee Rose : Chef

#### Série télévisée
- 1995 : Live Shot (saison 1, épisode 08 : Shake, Rattle, and Roll)
- 1995 - 2001 : New York Police Blues :
  - (saison 2, épisode 21 : Une affaire de viol) : Ron Duffy
  - (saison 9, épisode 02 : Johnny est nommé inspecteur, 2e partie) : Lieutenant Blount
- 1996 : Les Anges du bonheur (Touched by an Angel) (saison 3, épisode 06 : Pour l’amour d’un père) : M. Phelps
- 1996 : Kindred : Le Clan des maudits (Kindred: The Embraced) (saison 1, épisode 06 : Gloire et déchéance d'Eddie Fiori) : M. Benning, P.I.
- 1996 : Diagnostic : Meurtre (Diagnosis Murder) (saison 3, épisode 07 : Blonde comme les blés) : Officier Frank Barons
- 1996 : L.A. Firefighters : chef adjoint Al Morrison
  - (saison 1, épisode 03 : It's a Family Affair)
  - (saison 1, épisode 06 : A Mad Tea Party)
- 1996 - 2004 : JAG :
  - (saison 1, épisode 15 : Qui veut tuer Shepard ?) : Hemlock
  - (saison 4, épisode 18 : Dans le noir) : Yarborough
  - (saison 9, épisode 15 : Appontages) : Commandant Bob Stanich
- 1996 : Dark Skies : L'Impossible Vérité (Dark Skies) (saison 1, épisode 06 : Nom de code : Dreamland) : Rawlings
- 1996 - 1999 : Tracey Takes On... :
  - (saison 1, épisode 06 : Law) : Ray
  - (saison 3, épisode 10 : Sports) : gars robuste
  - (saison 4, épisode 09 : Road Rage) : Harris, le vendeur de voiture
- 1997 : Players, les maîtres du jeu (Players) (saison 1, épisode 02 : Première mission) : Jay Bagley
- 1997 : Profiler (saison 1, épisode 19 : Exercice de sécurité) : Ed Portero
- 1998 : Brooklyn South (saison 1, épisode 20 : Épreuve test) : agent du FBI Mike Francis
- 1998 : Buffy contre les vampires (Buffy the Vampire Slayer) (saison 2, épisode 15 : Pleine lune) : Cain
- 1999 : Les Sept Mercenaires (The Magnificent Seven) (saison 2, épisode 02 : Accusé à tort) : Yates
- 2000 : Battery Park (saison 1, épisode 03 : How Do You Solve a Problem Like Maria?) : Inspecteur Lomar
- 2000 : Amy (Judging Amy) (saison 1, épisode 19 : Intolérance) : Terry Bogage
- 2000 : Freaks and Geeks (saison 1, épisode 04 : Ma nouvelle amie) : parrain de Kim Kelly
- 2001 - 2004 : Angel (8 épisodes) : Sahjhan
- 2003 : Spy Girls (She Spies) (saison 2, épisode 06 : Double cross) : John Marshall
- 2003 : Preuve à l'appui (Crossing Jordan) (saison 2, épisode 17 : Sentiments mêlés) : gardien de prison Shanahan
- 2003 - 2010 : Les Experts (CSI: Crime Scene Investigation) :
  - (saison 04, épisode 10 : Trop jeune pour mourir) : M. Lizzio
  - (saison 10, épisode 17 : Radioguidé) : Jack Herson
  - (saison 10, épisode 23 : ...rencontre Jekyll) : Jack Herson
- 2004 : FBI : Portés disparus (Without a Trace) (saison 2, épisode 11 : Photographies) : Mike Carter
- 2005 : DOS : Division des opérations spéciales (E-Ring) (saison 1, épisode 07 : Vendetta [1/2])
- 2005 : À la Maison-Blanche (The West Wing) (saison 6, épisode 17 : Une bonne journée) : Major
- 2005 : The Closer : L.A. enquêtes prioritaires (The Closer) : Agent du FBI Jackson
  - (saison 1, épisode 11 : Vivre libre)
  - (saison 1, épisode 13 : Meurtre en musique)
- 2006 : Esprits criminels (Criminal Minds) : John Summers (saison 1, épisode 21 : Les Témoins du secret) : John Summers
- 2006 : Grey's Anatomy (saison 3, épisode 03 : À pile ou face) : Jasper Hovey
- 2006 : Payback
- 2007 : Big Day : Bob Baron
  - (saison 1, épisode 10 : Last Chance to Marry Jane)
  - (saison 1, épisode 12 : The Ceremony)
- 2007 : Cold Case : Affaires classées (Cold Case) (saison 5, épisode 01 : Le Mal triomphe) : Inspecteur Joe Connelly en 1994 et 2007
- 2008 : Dr House (House) (saison 5, épisode 04 : L'Origine du mal) : Shérif Costello
- 2008 : Supernatural (saison 4, épisode 06 : Le Mal des fantômes) : Shérif Britton
- 2008 - 2010 : Saving Grace : Nick Dewey
  - (saison 2, épisode 05 : Connie)
  - (saison 2, épisode  07: Rosie)
  - (saison 3, épisode 17 : L’Accident)
- 2009 : Les Experts : Miami (CSI: Miami) (saison 8, épisode 05 : Mauvaises graines) : Seth Ellers
- 2009 - 2017: NCIS : Enquêtes spéciales (NCIS) : Inspecteur Danny Sportelli
  - (saison 7, épisode 03 : Délit d'initié)
  - (saison 9, épisode 04 : La Mort aux trousses)
  - (saison 15, épisode 03 : La Revenante
- 2010 : Mentalist (The Mentalist) (saison 2, épisode 12 : À contrecœur) : Chef Donner
- 2010 : Rizzoli and Isles : Murray
  - (saison 1, épisode 09 : La Bête en moi)
  - (saison 1, épisode 10 : État de siège)
- 2010 : The Booth at the End : Allen
  - (saison 1, épisode 01 : Start. See What Happens)
  - (saison 1, épisode 02 : What One Begins, One Must Finish)
  - (saison 1, épisode 03 : How You Do It is Up to You)
  - (saison 1, épisode 04 : I Have My Reasons)
  - (saison 1, épisode 05 : Our Deal Here Is Done)
- 2012 : Sons of Anarchy : Sergent Macky
  - (saison 5, épisode 03 : Le Sacrifié)
  - (saison 5, épisode 06 : Divisions)
- 2012 : The Client List : Cliff
  - (saison 1, épisode 06 : Au grand jour)
  - (saison 1, épisode 09 : Deux hommes et une femme)
- 2013 : Mob City (saison 1, épisode 04 : His Banana Majesty) : Jack O'Mara
- 2013 : Docteur La Peluche (saison 2, épisode 04 : Frida Fairy Flies Again/A Tale of Two Dragons) : Dragon Bot
- 2013 : American Horror Story (saison 2, épisode 12 : Continuum) : Officier Woods

## Jeux vidéo
- 2006 : Tom Clancy's Splinter Cell: Double Agent (voix)
- 2009 : Red Faction: Guerrilla (voix)
- 2011 : L.A. Noire : Vernon Mapes (voix)